# Боримак
Боримак (Борисовская макаронная фабрика; бел. Барымак; Барысаўская макаронная фабрыка) — белорусская компания, расположенная в городе Борисове Минской области.

## История
В 1931 году в Борисове на базе дрожжевого завода был создан Борисовский макаронно-мукомольный комбинат. В 1944 году фабрика преобразована в Борисовскую макаронную фабрику. До 1947 года входила в состав Белорусского республиканского треста кондитерской промышленности, затем перешла в систему хлебопекарной промышленности Министерства пищевой промышленности БССР. С 1957 года — в составе Белорусского треста кондитерской, макаронной, дрожжевой, маслобойной и крахмало-паточной промышленности Управления пищевой промышленности Совета народного хозяйства БССР, с 1965 года — Министерства пищевой промышленности БССР. В 1955 году фабрика была реконструирована и расширена. В 1971 году фабрика преобразована в головное предприятие Борисовского макаронного производственного объединения Министерства пищевой промышленности БССР. В 1986—1994 годах предприятие подчинялось Министерству хлебопродуктов Белорусской ССР, с 1991 года — Республики Беларусь. Предприятие реконструировалось и расширялась в 1985 и 1991 годах. В начале 1990-х годов фабрика была арендным предприятием «Борисовская макаронная фабрика», в 1994 году преобразована в открытое акционерное общество «Боримак».

## Современное состояние
В 2006 году предприятие перешло в подчинение УП «Борисовский комбинат хлебопродуктов» ОАО «Минскоблхлебопродукт». 15 декабря 2006 года ОАО «Боримак» было упразднено как самостоятельное юридическое лицо. Предприятие производит различные типы макаронных изделий.